# Fryderyki 2022
Fryderyki 2022 – 28. edycja polskich nagród muzycznych Fryderyków, przyznawanych przez Akademię Fonograficzną (powołaną przez Związek Producentów Audio-Video), honorująca dokonania przemysłu muzycznego między 1 grudnia 2020 a 30 listopada 2021. Ceremonie wręczenia nagród odbyły się w ramach Fryderyk Festiwalu 20221 w Szczecinie. Gala muzyki poważnej odbyła się 22 kwietnia 2022 w Operze na Zamku i była emitowana przez TVP Kultura. Poprowadzili ją Katarzyna Sanocka i Andrzej Sułek. Gala muzyki rozrywkowej i jazzowej odbyła się 29 kwietnia 2022 w Netto Arenie i była transmitowana przez TVN. Poprowadzili ją Gabi Drzewiecka, Agnieszka Woźniak-Starak, Damian Michałowski i Agnieszka Kołodziejska.
Nagrody konkursowe zostały przyznane w 31 kategoriach (17 w sekcji muzyki rozrywkowej, 3 w sekcji muzyki jazzowej i 11 w sekcji muzyki poważnej). Najwięcej nominacji (8) otrzymała Daria Zawiałow. Najwięcej nagród (po 3) zdobyli Daria Zawiałow i Fisz. Po 2 nagrody wygrali Anna Mikołajczyk-Niewiedział, Fisz Emade Tworzywo, Kaśka Sochacka, Marcin Wasilewski, Marcin Zdunik i Ralph Kaminski. Poza nagrodami konkursowymi zostało przyznane pięć Złotych Fryderyków.

## Organizacja
9 grudnia 2021 Związek Producentów Audio-Video (ZPAV) zapowiedział, że w nadchodzącej edycji Fryderyków zostanie utworzone 16 kategorii w sekcji muzyki rozrywkowej, 11 w sekcji muzyki poważnej i 3 w sekcji muzyki jazzowej. W sekcji muzyki rozrywkowej po 10 latach zostały przywrócone kategorie artystka roku, artysta roku i zespół / projekt artystyczny roku. Tego samego dnia Akademia Fonograficzna rozpoczęła przyjmowanie zgłoszeń, które trwało do 10 grudnia 2021. W sekcji muzyki rozrywkowej zostało łącznie zgłoszone 378 albumów, 375 utworów, 432 teledyski, 98 artystów, 80 artystek, 155 zespołów lub projektów artystycznych, 335 autorów i kompozytorów, 140 producentów i 122 wykonawców w kategorii fonograficzny debiut roku. W sekcji muzyki jazzowej o nominację ubiegało się 101 albumów, 100 muzyków i 27 debiutantów.
17 marca 2022 ZPAV ogłosił nominacje w muzyce rozrywkowej i jazzie, zaś 24 marca 2022 w muzyce poważnej. Ze względu na dużą liczbę zgłoszeń kategoria album roku muzyka kameralna została podzielona na dwie: dla duetów i większych składów. 7 kwietnia 2022 organizatorzy zapowiedzieli, że Fryderyk Festiwal odbędzie się po raz drugi z rzędu w Szczecinie, a jego producentem będzie agencja High Events. Gala muzyki poważnej została zapowiedziana na 22 kwietnia 2022 w Operze na Zamku. Ceremonia muzyki rozrywkowej i jazzu została zapowiedziana na 29 kwietnia 2022 w Netto Arenie, ponadto organizatorzy podali wykonawców, którzy na niej wystąpią. 8 kwietnia 2022 został podany program gali muzyki poważnej. 12 kwietnia 2022 organizatorzy ogłosili, że partnerem technologicznym festiwalu będzie serwis Spotify. 19 kwietnia 2022 podali laureatów Złotych Fryderyków w muzyce poważnej, a dzień później w muzyce rozrywkowej i jazzie. Jednym z nich był zmarły w tym samym miesiącu Jacek „Budyń” Szymkiewicz. 26 kwietnia 2022 organizatorzy poinformowali, że dzień przed galą muzyki rozrywkowej i jazzu w Netto Arenie odbędą się otwarte spotkania z artystami.
Galę muzyki poważnej poprowadzili dziennikarze Katarzyna Sanocka i Andrzej Sułek. Jej retransmisja odbyła się 28 kwietnia 2022 na antenie TVP Kultura. Ceremonię muzyki rozrywkowej i jazzu poprowadzili Gabi Drzewiecka, Agnieszka Woźniak-Starak, Damian Michałowski i Agnieszka Kołodziejska. Była ona w całości emitowana od godziny 18 przez portal Onet.pl i serwis Player, zaś od 20 rozpoczęła się jej równoczesna transmisja w TVN. Średnia oglądalność w TVN wyniosła 689 205 osób, co przełożyło się na 5,95% udziału w rynku telewizyjnym, przy czym 3 689 919 oglądało ją przez przynajmniej minutę.

## Przebieg

### Gala muzyki poważnej (22 kwietnia 2022)
Występy podczas gali muzyki poważnej:
- Jakub Kuszlik, Seweryn Zapłatyński, Adrian Janda, Maria Machowska, Kamil Staniczek, Mateusz Doniec, Magdalena Bojanowicz i Tomasz Januchta – Oktet fortepianowy d-moll op. 6 (część III i VI) Józefa Władysława Krogulskiego
- Roksana Kwaśnikowska i Łukasz Chrzęszczyk – IV sonata skrzypcowa Grażyny Bacewicz
- Atom String Quartet – Pod jaworem Mieczysława Karłowicza
- Baltic Neopolis Orchestra – Riff Mikołaja Majkusiaka
- Tim Mead i Wrocławska Orkiestra Barokowa (kierownictwo: Jarosław Thiel) – Ah, ch’infelice sempre z Cessate, omai cessate Antonia Vivaldiego
- Adam Pałka i Orkiestra Opery na Zamku w Szczecinie (dyrekcja: Jerzy Wołosiuk) – Infelice… e tuo credevi… z Ernani Giuseppe Verdiego i Son lo spirito que nega z Mefistofelesa Arriga Boita
- Adam Kośmieja – Ballada Friedricha Guldy z elementami utworów Fryderyka Chopina

### Gala muzyki rozrywkowej i jazzu (29 kwietnia 2022)
Występy podczas gali muzyki rozrywkowej i jazzu:

- Daria Zawiałow – „Metropolis”
- Ralph Kaminski – „Biegnij razem ze mną”
- Mery Spolsky – „Trapowe opowiadanie”
- Anieli i Nosowska – „Jaśniejąca”
- Muchy – „Szaroróżowe”
- Natalia Szroeder i Vito Bambino – „Późne godziny”
- Sylwester Ostrowski i Jazz Brigade – „Lady Spinner”
- Szczyl i Rogucki – „Cień”
- Rosalie. i Król – „Potrzeba skał”
- Mrozu – „Złoto”
- Ørganek i WaluśKraksaKryzys – „Walcz”
- Kaśka Sochacka – „Niebo było różowe”
- Dezerter – „Kłamstwo to nowa prawda”
- Brodka, Tymek i Urbanski – „Ostatni”

Zespół T.Love odwołał zaplanowany występ ze względu na wypadek członka, Sidneya Polaka. Nie odbył się także zapowiedziany występ Young Leosi i Malika Montany.

## Laureaci i nominowani

### Sekcja muzyki rozrywkowej
| Utwór roku | Fonograficzny debiut roku |
| --- | --- |
| - „I Ciebie też, bardzo” – Męskie Granie Orkiestra 2021 (Daria Zawiałow, Dawid Podsiadło i Vito Bambino) - „kolońska i szlugi” – sanah - „Szaroróżowe” – Muchy - „Za krótki sen” – Daria Zawiałow i Dawid Podsiadło - „Złoto” – Mrozu | - Kaśka Sochacka - bryska - Ochman - Szczyl - Young Leosia |
| Artystka roku | Artysta roku |
| - Daria Zawiałow - Kaśka Sochacka - Mery Spolsky - sanah - Young Leosia | - Ralph Kaminski - Krzysztof Zalewski - Mata - Mrozu - Szczyl |
| Zespół / projekt artystyczny roku | Producent / producentka / team producencki roku |
| - Fisz Emade Tworzywo - Kwiat Jabłoni - Męskie Granie Orkiestra 2020 (Daria Zawiałow, Król i Igo) - Muchy - OIO | - Hania Rani - Kuba Galiński - @atutowy - Dominic Buczkowski-Wojtaszek i Patryk Kumór - Magiera                                                                   |
| Kompozytor / kompozytorka / team kompozytorski roku | Autor / autorka / team autorski roku |
| - Daria Zawiałow i Michał Kush - Hania Rani i Dobrawa Czocher - Kaśka Sochacka - sanah i Kuba Galiński - Sobel i Piotr Lewandowski | - Fisz - Daria Zawiałow - Michał Wiraszko - sanah - Sobel |
| Album roku pop | Album roku indie pop |
| - Irenka – sanah - Męskie Granie 2020 – Męskie Granie Orkiestra 2020 (Daria Zawiałow, Król i Igo) - MTV Unplugged – Krzysztof Zalewski - Ochman – Ochman - Wojny i noce – Daria Zawiałow | - Ciche dni – Kaśka Sochacka - Brut – Brodka - Dziękuję – Król - Mogło być nic – Kwiat Jabłoni - MTV Unplugged – Natalia Przybysz                                 |
| Album roku hip hop | Album roku rock / metal |
| - Młody Matczak – Mata - Nic – Sokół - Polska Floryda – Szczyl - Pułapka na motyle – Sobel - Sprzedałem dupe – Zdechły Osa | - Szaroróżowe – Muchy - ATAK – WaluśKraksaKryzys - Dziwna wiosna – Dziwna Wiosna - Kłamstwo to nowa prawda – Dezerter - Na razie stoję, na razie patrzę – Ørganek |
| Album roku alternatywa | Album roku elektronika |
| - Ballady i protesty – Fisz Emade Tworzywo - Ave Maria – Maria Peszek - Inner Symphonies – Hania Rani i Dobrawa Czocher - Music for Film and Theatre – Hania Rani - Ślepota – Kuba Kawalec | - 4GET – Rysy - Are You There – Michał Łapaj - Balladyna. Echa Grobowych Rozwalin – Baasch - Echo – Tomasz Mreńca - Lost Tapes 001 – Steez83                      |
| Album roku muzyka korzeni / blues | Album roku muzyka poetycka i literacka |
| - Pieśni współczesne – Miuosh i Zespół Pieśni i Tańca „Śląsk” - Półmrok – Tulia - Tobie – Dagadana - Totem – Jarecki - Yugen – Wojtek Mazolewski | - Kora – Ralph Kaminski - Dziki książę – Variété - Jestem Marysia i chyba się zabiję dzisiaj – Mery Spolsky - Ocali nas miłość – Ørganek - Osiecky – De Mono      |
| Teledysk roku | |
| - „Game Change” (Brodka) – Monika Brodka i Przemek Dzienis - „I Ciebie też, bardzo” (Męskie Granie Orkiestra 2021: Daria Zawiałow, Dawid Podsiadło i Vito Bambino) – MYK Collective - „kolońska i szlugi” (sanah) – sanah i Michał Pańszczyk - „Potrzeba skał” (Rosalie., gościnnie: Król) – Dawid Misiorny i Tymon Nogalski (HART warsaw) - „Za krótki sen” (Daria Zawiałow i Dawid Podsiadło) – MYK Collective | |

### Sekcja muzyki jazzowej
| Album roku jazz | Album roku jazz                                                                          |
| --- | ---------------------------------------------------------------------------------------- |

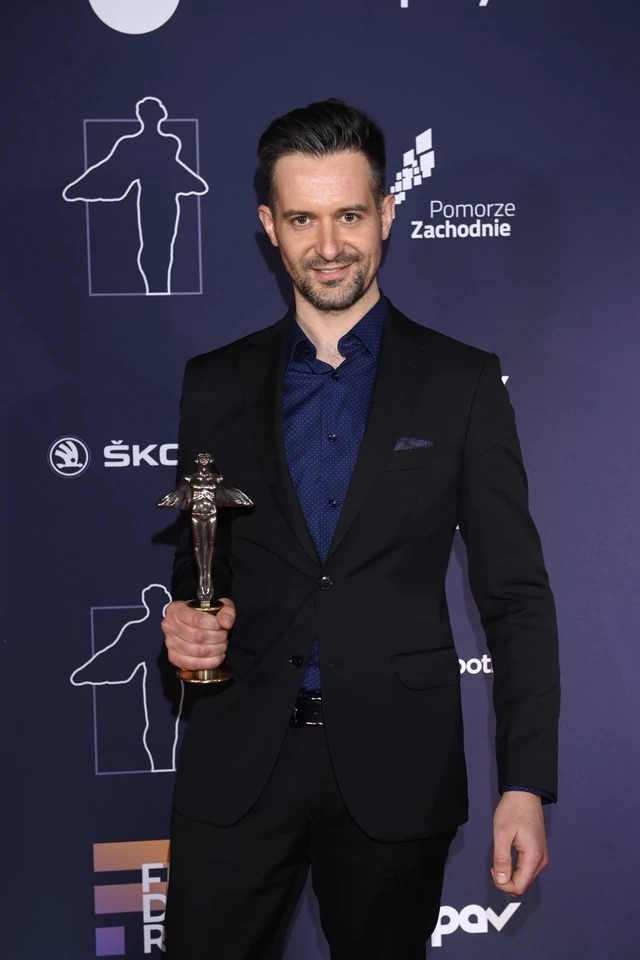
Daniel Nosewicz z nagrodą za fonograficzny debiut roku jazz

| - En attendant – Marcin Wasilewski Trio - Live – Ewa Bem - Nasza miłość – Dorota Miśkiewicz i Henryk Miśkiewicz - Poetry – Adam Bałdych - Renaissance Gesualdo – Anna Gadt Trio |                                                                                          |
| Artysta roku jazz | Fonograficzny debiut roku jazz                                                           |
| - Marcin Wasilewski - Adam Bałdych - Ewa Bem - Dorota Miśkiewicz - Henryk Miśkiewicz                                                                                            | - Daniel Nosewicz - Maciej Kitajewski - Marek Konarski - Paweł Mańka - Szymon Białorucki |

### Sekcja muzyki poważnej
| Najwybitniejsze nagranie muzyki polskiej |
| --- |
| - Chopin - Bruce Liu - Aleksander Nowak / Szczepan Twardoch: Syrena. Melodrama aeterna - Ewa Biegas, Bartłomiej Duś, Joanna Freszel, Jan Jakub Monowid, Daniel Popiałkiewicz, Piotr Sałajczyk i Orkiestra Kameralna Miasta Tychy Aukso (dyrekcja: Marek Moś) - In Via - Polski Chór Kameralny (dyrekcja: Jan Łukaszewski) - Jacek Różycki - Wrocław Baroque Ensemble (dyrekcja: Andrzej Kosendiak) - Paweł Łukaszewski: III i VI Symfonia - Anna Mikołajczyk-Niewiedział, Orkiestra i Chór Opery i Filharmonii Podlaskiej (dyrekcja: Mirosław Jacek Błaszczyk) |
| Album roku muzyka oratoryjna i operowa |
| - Aleksander Nowak / Szczepan Twardoch: Syrena. Melodrama aeterna - Ewa Biegas, Bartłomiej Duś, Joanna Freszel, Jan Jakub Monowid, Daniel Popiałkiewicz, Piotr Sałajczyk i Orkiestra Kameralna Miasta Tychy Aukso (dyrekcja: Marek Moś) - Feliks Nowowiejski: Powrót Syna Marnotrawnego - Agnieszka Rehlis, Arnold Rutkowski, Łukasz Konieczny, Marek Pawełek, Chór Filharmonii im. Karola Szymanowskiego w Krakowie i Orkiestra Symfoniczna Warmińsko-Mazurskiej Filharmonii im. Feliksa Nowowiejskiego w Olsztynie (dyrekcja: Piotr Sułkowski) - Józef Elsner: Musica Claromontana vol. 70 - Soliści, Zespół Wokalny Wydziału Muzyki Kościelnej Uniwersytetu Muzycznego Fryderyka Chopina, Chór Uniwersytetu Kardynała Stefana Wyszyńskiego w Warszawie i Capella Claromontana (dyrekcja: Michał Sławecki) - Józef Michał Ksawery Poniatowski: Mass in F - Olesya Bubela, Tetyana Vakhnovska, Andrii Voziian, Viktor Yankovskyi, Galician Academic Chamber Choir i Lviv National Philharmonic Symphony Orchestra (dyrekcja: Sebastian Perłowski) - Luigi Cherubini: Faniska - Tomasz Rak, Robert Gierlach, Natalia Rubiś, Krystian Adam, Katarzyna Belkius, Justyna Ołów, Piotr Kalina, Poznański Chór Kameralny i Orkiestra Filharmonii Poznańskiej (dyrekcja: Łukasz Borowicz) |
| Album roku muzyka chóralna |
| - Words of Mystery. Music for Choir and Cello - Marcin Zdunik i Zespół Śpiewaków Miasta Katowice Camerata Silesia (dyrekcja: Anna Szostak) - Andrzej Koszewski: Utwory chóralne - Chór Filharmonii Częstochowskiej Collegium Cantorum (dyrekcja: Janusz Siadlak) - Benedictus XVI in honorem - Chór Katedry Warszawsko-Praskiej Musica Sacra (dyrekcja: Paweł Łukaszewski) - In Via - Polski Chór Kameralny (dyrekcja: Jan Łukaszewski) - Sporos - Partes – Męski Kameralny Zespół Śpiewu Cerkiewnego (dyrekcja: Michał Łaszewicz) |
| Album roku muzyka dawna |
| - Jan Sebastian Bach: Suity francuskie - Lilianna Stawarz (klawesyn) - Adolphe Gutmann – ulubiony uczeń Chopina - Maria Gabryś-Heyke (fortepian) i Dmitry Ablogin (fortepian) - Domenico Scarlatti: Sonaty w transkrypcji na skrzypce i klawesyn - Lilianna Stawarz (klawesyn) i Paweł Łosakiewicz (skrzypce) - Jacek Różycki - Wrocław Baroque Ensemble (dyrekcja: Andrzej Kosendiak) - Mikołaj Gomółka: Melodie na psałterz polski cz. 3 vol. 5 & 6 - Marc Lewon (lutnia), Elizabeth Rumsey (viola basowa), Andrzej Mikołaj Szadejko (pozytyw), Alta Cappella i Chór Polskiego Radia (kierownictwo: Agnieszka Budzińska-Bennett) |
| Album roku muzyka kameralna – duety |
| - Ignacy Jan Paderewski: Pieśni - Anna Mikołajczyk-Niewiedział i Marcin Tadeusz Łukaszewski - Astor Piazzola: Centenario - Klaudiusz Baran i Michał Nagy - Early 19th-Century Piano Music for Four Hands on the Traugott Berndt Piano - Marek Toporowski i Irmina Obońska - Siergiej Prokofiew: Sonaty skrzypcowe, Pięć melodii op. 35 bis - Jakub Jakowicz i Łukasz Chrzęszczyk - Zygmunt Noskowski: Dzieła wszystkie na duet fortepianowy - Ravel Piano Duo (Agnieszka Kozło i Katarzyna Ewa Sokołowska) |
| Album roku muzyka kameralna – większe składy |
| - Mieczysław Wajnberg: String Quartets Nos. 1, 16 & 17 - Kwartet Śląski - Adela - Aleksander Dębicz, Łukasz Kuropaczewski i Jakub Józef Orliński - Aleksander Kościów: Chamber Works - Joanna Freszel, Roksana Kwaśnikowska, Piotr Zawadzki i Łukasz Chrzęszczyk - Bacewicz, Tansman: Piano Quintets - Julia Kociuban i Messages Quartet - Stanisław Moryto: Solo & Chamber Works - Klaudiusz Baran, Joanna Freszel, Karol Gajda, Rafał Grząka, Paweł Gusnar, Mateusz Kowalski, Maria Peradzyńska-Filip, Miłosz Pękala i Michał Sławecki |
| Album roku recital solowy |
| - BWV – Bach – Cello Suites 1-6 - Karol Marianowski - Contemporary Carillon - Monika Kaźmierczak - Ernst Köhler: Organy Kościoła Pokoju w Jaworze - Marek Toporowski - Karol Szymanowski: Muzyka fortepianowa - Marek Szlezer - Zolotaryov, Repnikov, Nagayev – Rosyjskie sonaty akordeonowe XX wieku - Klaudiusz Baran |
| Album roku muzyka symfoniczna |
| - Paweł Łukaszewski: III i VI Symfonia - Anna Mikołajczyk-Niewiedział, Orkiestra i Chór Opery i Filharmonii Podlaskiej (dyrekcja: Mirosław Jacek Błaszczyk) - Eugeniusz Morawski – Kompozytor wyklęty - Wielka Orkiestra Symfoniczna Polskiego Radia i Telewizji w Katowicach, Orkiestra Symfoniczna Polskiego Radia i Telewizji w Krakowie, Orkiestra Polskiego Radia i Telewizji w Krakowie, Chór Polskiego Radia i Telewizji w Krakowie (dyrekcja: Andrzej Straszyński i Szymon Kawalla) - Klecki / Maklakiewicz / Bruckner / Gesualdo / Brahms - Olga Pasiecznik i Orkiestra Filharmonii Narodowej (dyrekcja: Andrzej Boreyko) - Kurpiński, Dobrzyński, Moniuszko - Wrocławska Orkiestra Barokowa (dyrekcja: Jarosław Thiel) - Witold Maliszewski: Dzieła symfoniczne - Orkiestra Filharmonii Opolskiej im. Józefa Elsnera (dyrekcja: Przemysław Neumann) |
| Album roku muzyka koncertująca |
| - Perfectionist – Maksymiuk – Sinfonia Varsovia - Jakub Haufa i Sinfonia Varsovia (dyrekcja: Jerzy Maksymiuk) - Adam Bałdych / Krzysztof Herdzin / Adam Pierończyk / Adam Sztaba – Great Encounters - Marcel Comendant, Krzysztof Dys, Igor Herbut i Aukso Orkiestra Kameralna Miasta Tychy (dyrekcja: Marek Moś) - Bacewicz / Kulenty / Sikora / Zubel – Polish Heroines of Music - Bartłomiej Duś, Magdalena Duś, Misja Fitzgerald Michel i Orchestre Pasdeloup (dyrekcja: Marzena Diakun) - Gubajdulina: Cisza i krzyż - Klaudiusz Baran, Marcin Zdunik i Sinfonia Varsovia (dyrekcja: Michał Klauza) - Łukaszewski, Przybylski, Herdzin – Harmonia Polonica Nova - Roman Perucki, Klaudiusz Baran, Hanna Dys, Kacper Smoliński i Filharmonia Kameralna im. Witolda Lutosławskiego w Łomży (dyrekcja: Jan Miłosz Zarzycki) |
| Album roku muzyka współczesna |
| - Paweł Mykietyn – II Koncert na wiolonczelę i orkiestrę symfoniczną, Hommage à Oskar Dawicki - Marcin Zdunik i NFM Filharmonia Wrocławska (dyrekcja: Bassem Akiki i Benjamin Shwartz) - Błażewicz: Sonata i Koncert podwójny na skrzypce i akordeon - Karolina Mikołajczyk, Iwo Jedynecki i Orkiestra Filharmonii Śląskiej (dyrekcja: Mirosław Jacek Błaszczyk) - Kostrzewa, Zalewski, Majkusiak: Tribute to Moniuszko - Chopin University Accordion Trio (Klaudiusz Baran, Rafał Grząka i Grzegorz Palus) - Le Clavecin Moderne plus Percussion vol. 1 - Alina Ratkowska, Leszek Lorent, Agata Igras, Jan Gralla i Chopin University Chamber Orchestra (dyrekcja: Rafał Janiak) - Spółdzielnia Muzyczna Contemporary Ensemble - Jakub Gucik, Krzysztof Guńka, Wiktor Krzak, Barbara Mglej, Małgorzata Mikulska, Mateusz Rusowicz, Tomasz Sowa, Aleksander Wnuk, Paulina Woś i Martyna Zakrzewska |
| Najlepszy album polski za granicą |
| - Beethoven: Complete Piano Concertos - Krystian Zimerman i London Symphony Orchestra (dyrekcja: Simon Rattle) - Anima Aeterna - Jakub Józef Orliński, Fatma Said i Il Pomo d’Oro (dyrekcja: Francesco Corti) - Chopin - Bruce Liu - Penderecki – Complete Quartets - Kwartet Śląski i Piotr Szymyślik - Phoenix - Janusz Wawrowski i Royal Philharmonic Orchestra (dyrekcja: Grzegorz Nowak) |

### Złote Fryderyki
Laureaci Złotych Fryderyków:
- Republika (muzyka rozrywkowa)

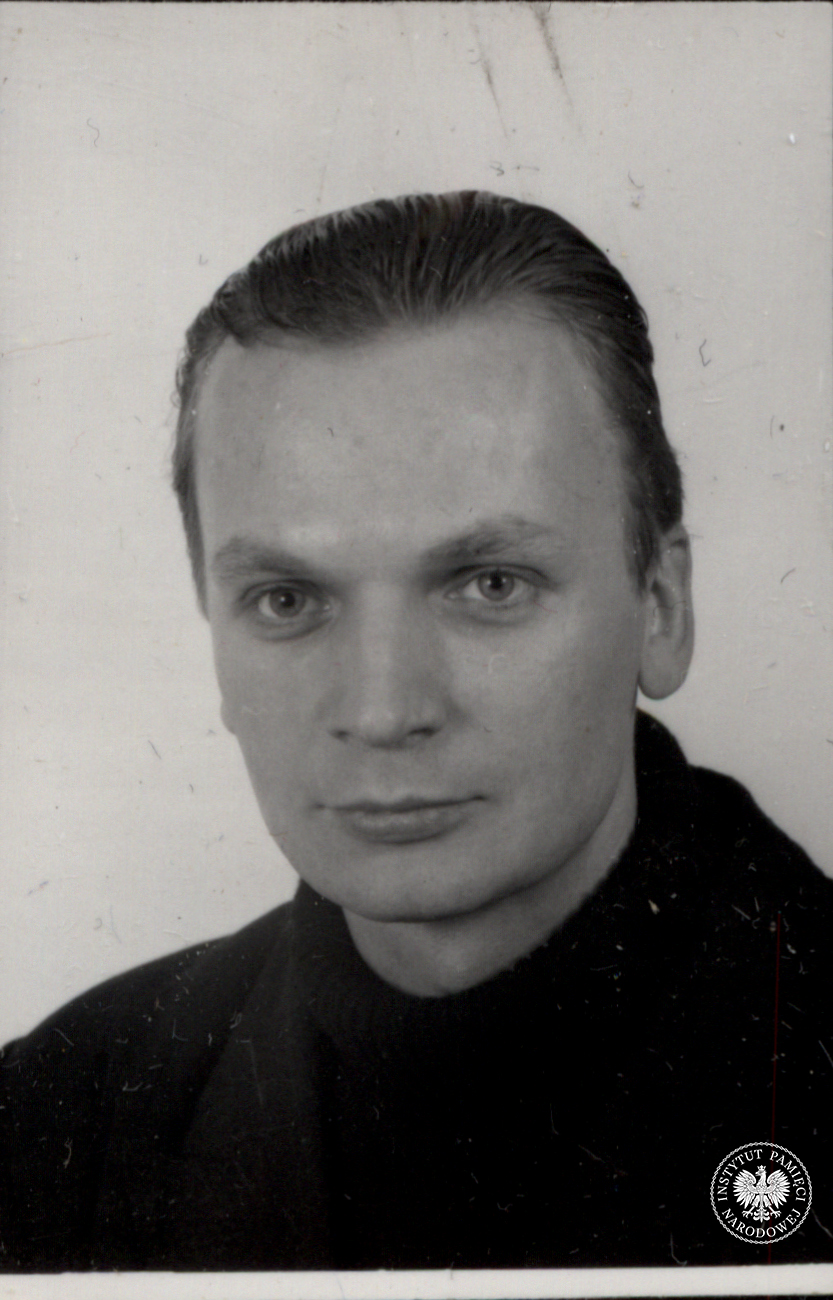
Grzegorz Ciechowski, lider Republiki, laureata Złotego Fryderyka w muzyce rozrywkowej

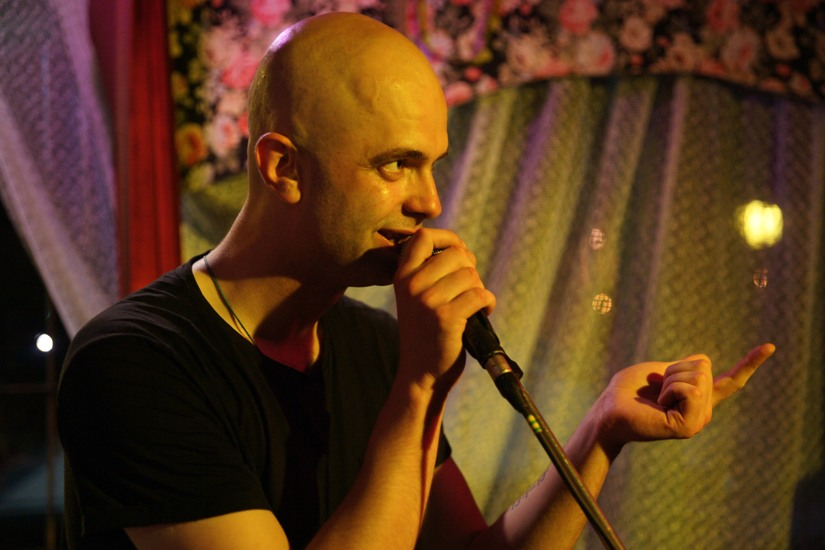
Jacek „Budyń” Szymkiewicz, laureat Złotego Fryderyka w muzyce rozrywkowej

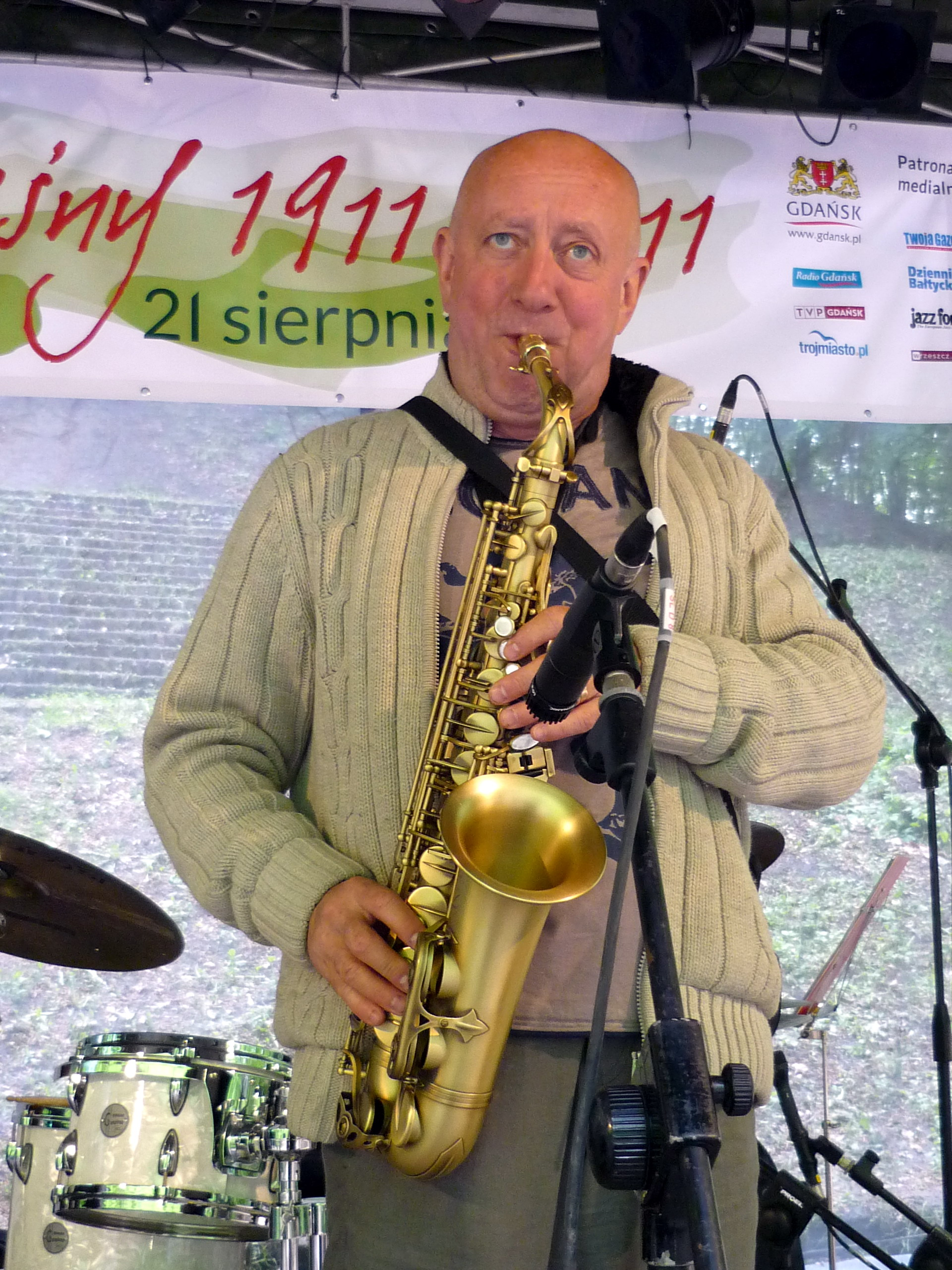
Henryk Miśkiewicz, laureat Złotego Fryderyka w muzyce jazzowej

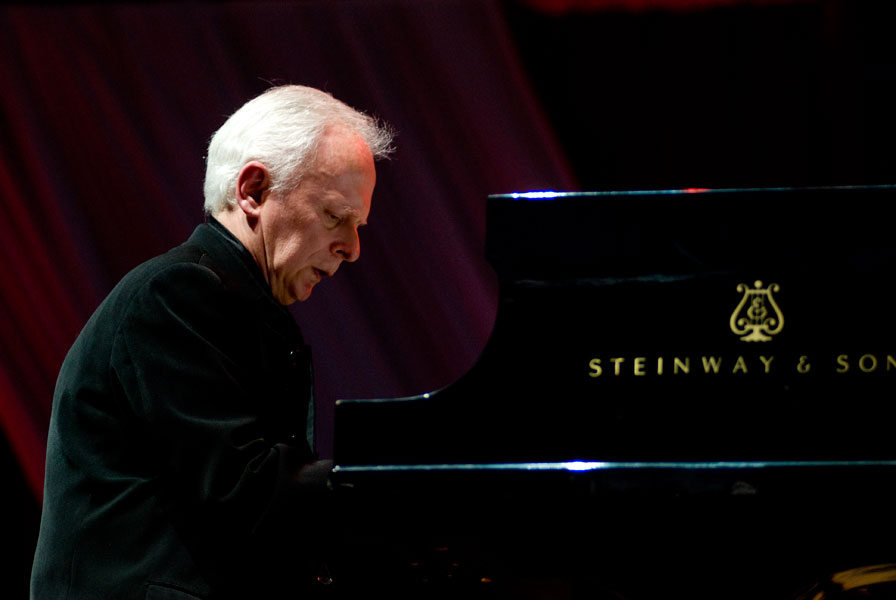
Janusz Olejniczak, laureat Złotego Fryderyka w muzyce poważnej

- Jacek „Budyń” Szymkiewicz (muzyka rozrywkowa)
- Henryk Miśkiewicz (muzyka jazzowa)
- Stanisław Gałoński (muzyka poważna)
- Janusz Olejniczak (muzyka poważna)

## Statystyki
| Liczba | Osoba/zespół                                                                                              |
| ------ | --- |
| 3      | Daria ZawiałowFisz                                                                                        |
| 2      | Anna Mikołajczyk-NiewiedziałFisz Emade TworzywoKaśka SochackaMarcin WasilewskiMarcin ZdunikRalph Kaminski |

| Liczba | Osoba/zespół |
| ------ | --- |
| 8      | Daria Zawiałow |
| 6      | Klaudiusz Baransanah |
| 4      | Hania RaniJoanna FreszelKaśka SochackaMichał Wiraszko |
| 3      | Anna Mikołajczyk-NiewiedziałBartłomiej DuśFiszHenryk MiśkiewiczKrólMarcin ZdunikMarek MośMirosław Jacek BłaszczykMuchyOrkiestra Kameralna Miasta Tychy AuksoSobelSzczyl |